# Митчелл, Конни
Ко́нни Темби Ми́тчелл (англ. Connie Thembi Mitchell; пр. 1977, Южная Африка) — австралийская певица

, автор песен и виолончелист.

## Ранние годы и начало карьеры
Конни Темби Митчелл родилась, приблизительно, в 1977 году в Южной Африке. Её мать была певицей в музыкальной труппе, Ипи Томби, в то время как её дед и отец имели обширные коллекции записей. После переезда из Южной Африки, Митчелл жила в Новой Зеландии и посещала начальную школу, где «обнаружила, что умеет петь». Она переехала в Австралию в возрасте 11-ти или 12-ти лет и посещала Ривердсайдскую среднюю школу для девочек в Сиднее.
Ещё в средней школе Митчелл встретила братьев Джейми и Шон Фонти, которые были членами техно-гранж-группы «Caligula». Вместе, Митчелл, братья Фонти и Джон Бузфилд создали ещё одну техно-рок-группу, «Primary» в конце 1996 года. Дебютный релиз «Primary» «Vicious Precious», вышедший в марте 1998 года, состоял из пяти треков. Дебютный альбом группы, «This Is the Sound», вышел в следующем году. Их второй альбом, «Watching the World», был назван «Альбомом недели в мае 2001 года». Митчелл присоединилась к «Machine Gun Fellatio» в качестве вокалиста на короткий срок в 2004 году под псевдонимом «Feyonce».

## Дальнейшая карьера
С середины 2005 года Митчелл является солисткой «Sneaky Sound System», появившись в их синглах: «I Love It» (июль 2006), «Pictures» (декабрь), «UFO» (апрель 2007), «Goodbye» (октябрь), «Kansas City» (июль 2008), «When We Were Young» (ноябрь), «16» (февраль 2009) и «We Love» (май 2011).
В начале 2007 года Митчелл провела несколько недель в Лос-Анджелесе, записывая вокал для американского рэпера Канье Уэста. Её можно услышать в четырёх треках третьего альбома Уэста «Graduation» (сентябрь 2007), включая два сингла — «Can't Tell Me Nothing» (май) и «Flashing Lights» (ноябрь).
В марте 2013 года она была объявлена наставником артистов Сила в сезоне австралийского телевизионных шоу талантов «Голоса». В апреле того же года в опросе, проведённом газетой «Herald Sun» в Мельбурне, Митчелл получила 18-е место в списке лучших исполнителей Австралии всех времен.

## Личная жизнь
С сентября 2015 года Митчелл замужем за Ангусом МакДональдом. У супругов есть трое детей: два сына, Арчи МакДональд и Игги Эйджакс МакДональд (род. 23.08.2016), и дочь — СиСи МакДональд (род. 01.09.2018).